# Producte sanitari
El producte sanitari és un producte utilitzat en l'entorn mèdic-sanitari, regulat per les directives de producte sanitari europees 90/385/EEC de productes sanitaris implantables actius, 98/79/EC de productes sanitaris per a diagnòstic in vitro i la 93/42/EEC per a productes sanitaris generals. Estan inclosos dins de les tecnologies sanitàries.

## Modificació
La directiva 2007/47/EC modificà la definició de les directives 93/42/EEC, 98/79/EC i 90/385/EEC, essent ara la definició de «producte sanitari»:
| «                                                               | qualsevol instrument, dispositiu, equip, programari informàtic, material u altra article, utilitzat sols o en combinació, inclosos els programes informàtics destinats pel seu fabricant a finalitats específiques de diagnòstic i/o teràpia i que intervenguin en el seu bon funcionament, destinat pel fabricant a ser utilitzat en éssers humans amb finalitats de: - diagnòstic, prevenció, control, tractament o alleugeriment d'una malaltia, - diagnòstic, control, tractament, alleugeriment o compensació d'una lesió o d'una deficiència, - investigació, substitució o modificació de l'anatomia o d'un procés fisiològic, - regulació de la concepció, i que no exerceixi l'acció principal que se desitja obtenir en el interior o en la superfície del cos humà per mitjans farmacològics, immunològics ni metabòlics, però a la qual funció puguin contribuir tals mitjans. | » |
| — Diari Oficial de la Unió Europea L247 21 de Setembre de 2007. | |   |

## Alguns productes sanitaris
- Implant dental
- Fonendoscopi
- Equip RX
- PACS
- Bossa d'orina
- Electrocardiògraf
- Bastó (ajuda tècnica)
- Instrumental quirúrgic
- Esterilitzador, autoclau
- Implant quirúrgic
- Audiòfon
- Marcapassos (producte sanitari implantable actiu)
- Glucòmetre (Productes sanitaris per a diagnòstic in vitro)
- Contenidors de mostres per a IVD (Productes sanitaris per a diagnòstic in vitro)
- Ulleres graduades, ulleres de presbícia
- Lents de contacte, lentilles
- Ulleres de sol graduades

No tot producte que s'utilitza en un hospital és un producte sanitari. Per exemple, no són productes sanitaris:
- Els raspalls de neteja de mans prequirúrgica
- Els guants d'un sol ús de làtex que utilitza el personal de neteja (són EPI i també porten CE)
- Els orinals
- La butaca del doctor
- Els productes de laboratori general (pipetes, ...)

Tampoc són productes sanitaris altres productes que a vegades s'utilitzen en un entorn mèdic, no entrant no obstant la seva finalitat prevista a la definició de producte sanitari: làser depilació, depilatori elèctric, electroestimulador per a gimnàstica passiva, etc.

## Classificació de productes sanitaris
Els productes sanitaris de la directiva general dir. 93/42/EEC es classifiquen segons el seu risc seguin les regles de l'annex IX de la directiva. Hi ha 4 classes de producte: I, IIa, IIb i III; essent la classe I la de menor risc i la III la de major risc.

## Marcat CE
Per a poder comercialitzar-se a Europa un producte sanitari precisa ostentar el marcat CE de conformitat.
L'avaluació de conformitat la realitzen els Organismes Notificats que són en general entitats de certificació (per exemple: DNV, SGS, TÜV) o bé Autoritats Sanitàries (per exemple: AEMPS, INFARMED)